# Fritz Walter (Fußballspieler, 1960)
Fritz Walter (* 21. Juli 1960 in Heidelberg) ist ein ehemaliger deutscher Fußballspieler.

## Leben
Fritz Walter begann seine Laufbahn 1965 bei der SG Hohensachsen aus dem Weinheimer Ortsteil Hohensachsen, in dem damals auch der Alt-Bundestrainer Sepp Herberger wohnte. 1976 wechselte er zum FV 09 Weinheim, für den er bis zu seinem Wechsel zu SV Waldhof Mannheim im Jahr 1981 spielte. Mit Mannheim stieg er 1983 in die Fußball-Bundesliga auf, auch dank seiner 21 Treffer.
Er spielte von 1983 bis 1997 in der Fußball-Bundesliga für den SV Waldhof Mannheim, den VfB Stuttgart und Arminia Bielefeld. In 348 Spielen erzielte er 157 Tore, 102 davon für den VfB Stuttgart. 55 seiner 87 Tore für Mannheim konnte er in der 1. Bundesliga erzielen, dies ist bis heute Vereinsrekord in der 1. Bundesliga für die Kurpfälzer. Mit dem VfB wurde er 1992 Deutscher Meister und stand 1989 im Endspiel des UEFA-Pokals. 1999 beendete er seine Karriere beim SSV Ulm 1846.
1992 wurde er Torschützenkönig im DFB-Pokal und in der 1. Bundesliga, 1996 in der 2. Bundesliga.
Bei den Olympischen Sommerspielen 1988 gewann er mit der deutschen Mannschaft die Bronzemedaille.
Das Vereinsmaskottchen des VfB Stuttgart, Fritzle, wurde nach ihm benannt. Heute ist Fritz Walter Repräsentant des Sportversicherungsunternehmens 3er sports und wohnt in Wolfschlugen.

## Einsätze (ab der Saison 1983/84)
| Liga | Saison  | Verein              | Spiele | Tore |
| ---- | ------- | ------------------- | ------ | ---- |
| 1    | 1983/84 | SV Waldhof Mannheim | 34     | 16   |
| 1    | 1984/85 | SV Waldhof Mannheim | 31     | 7    |
| 1    | 1985/86 | SV Waldhof Mannheim | 31     | 9    |
| 1    | 1986/87 | SV Waldhof Mannheim | 33     | 23   |
| 1    | 1987/88 | VfB Stuttgart       | 33     | 16   |
| 1    | 1988/89 | VfB Stuttgart       | 33     | 13   |
| 1    | 1989/90 | VfB Stuttgart       | 31     | 13   |
| 1    | 1990/91 | VfB Stuttgart       | 26     | 12   |
| 1    | 1991/92 | VfB Stuttgart       | 38     | 22   |
| 1    | 1992/93 | VfB Stuttgart       | 28     | 13   |
| 1    | 1993/94 | VfB Stuttgart       | 27     | 13   |
| 3    | 1994/95 | Arminia Bielefeld   | 14     | 4    |
| 2    | 1995/96 | Arminia Bielefeld   | 33     | 21   |
| 1    | 1996/97 | Arminia Bielefeld   | 3      | 0    |
| 3    | 1997/98 | SSV Ulm 1846        | 6      | 6    |
| 2    | 1998/99 | SSV Ulm 1846        | 3      | 0    |

## Erfolge

### Im Verein
- Deutscher Meister: 1992
- Deutscher Supercupsieger: 1992
- Aufstieg in die erste Bundesliga: 1983, 1996, 1999
- Aufstieg in die zweite Bundesliga: 1995

### Nationalmannschaft
- Bronzemedaille beim Olympischen Fußballturnier 1988 in Seoul

### Individuelle Auszeichnungen
- Torschützenkönig der Bundesliga: 1992
- Torschützenkönig der 2. Bundesliga: 1996
- Torschützenkönig des DFB-Pokals: 1992